# Kam Fook Wong
Kam Fook Wong (17 marzo 1949) è un ex calciatore malaysiano, di ruolo portiere.

## Carriera

### Club
Ha giocato in un club di Hong Kong e al Perak.

### Nazionale
Ha giocato con la Nazionale olimpica malaysiana.